# Europeiska inomhusmästerskapen i friidrott 2023 – Herrarnas höjdhopp
Herrarnas höjdhopp vid europeiska inomhusmästerskapen i friidrott 2023 avgjordes mellan den 3 och 5 mars 2023 på Ataköy Athletics Arena i Istanbul i Turkiet.

## Medaljörer
| Guld                      | Silver                   | Brons                 |
| Douwe Amels Nederländerna | Andrij Protsenko Ukraina | Thomas Carmoy Belgien |

## Rekord

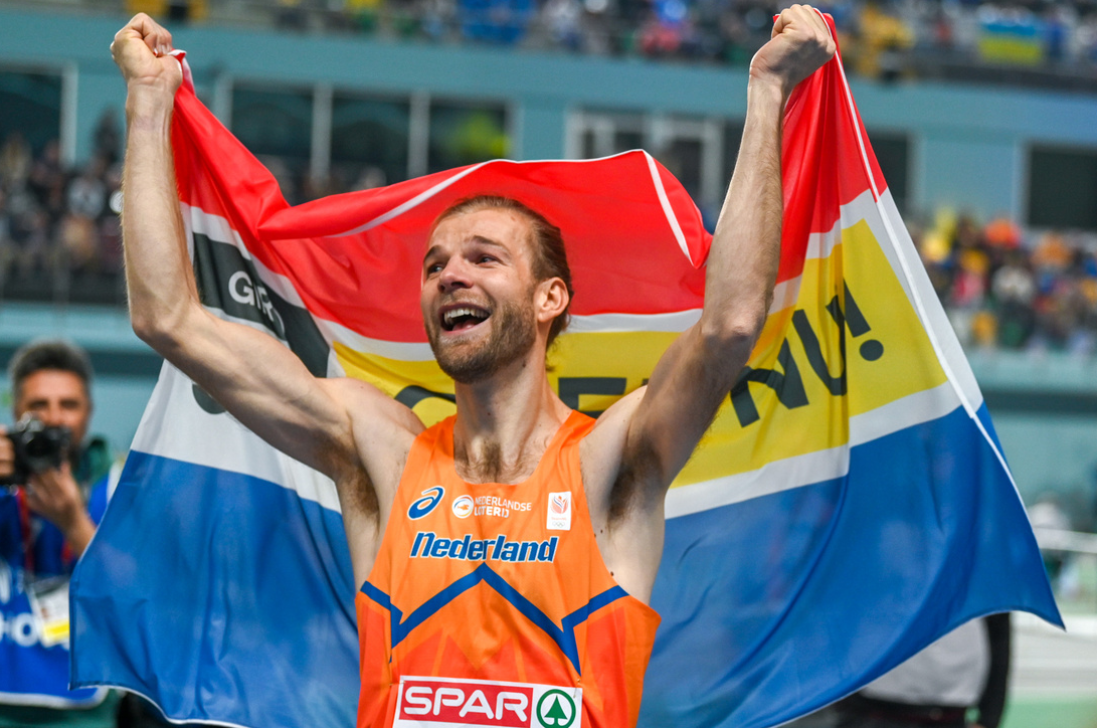
Guldmedaljören Douwe Amels

| Innan tävlingens start fanns följande rekord | Innan tävlingens start fanns följande rekord | Innan tävlingens start fanns följande rekord | Innan tävlingens start fanns följande rekord | Innan tävlingens start fanns följande rekord |
| -------------------------------------------- | -------------------------------------------- | -------------------------------------------- | -------------------------------------------- | -------------------------------------------- |
| Världsrekord                                 | Javier Sotomayor (CUB)                       | 2,43                                         | Budapest, Ungern                             | 4 mars 1989                                  |
| Europeiskt rekord                            | Carlo Thränhardt (FRG)                       | 2,42                                         | Berlin, Västtyskland                         | 26 februari 1988                             |
| Mästerskapsrekord                            | Stefan Holm (SWE)                            | 2,40                                         | Madrid, Spanien                              | 6 mars 2005                                  |
| Världsårsbästa                               | Danil Lysenko (RUS)                          | 2,38                                         | Moskva, Ryssland                             | 29 januari 2023                              |
| Europaårsbästa                               | Danil Lysenko (RUS)                          | 2,38                                         | Moskva, Ryssland                             | 29 januari 2023                              |

## Program
Alla tider är lokal tid (UTC+03:00).
| Datum       | Tid   | Omgång |
| ----------- | ----- | ------ |
| 3 mars 2023 | 19:00 | Kval   |
| 5 mars 2023 | 19:05 | Final  |

## Resultat

### Kval
Kvalregler: Hopp på minst 2,26 meter 0Q0 eller de 8 friidrottare med högst hopp 0q0 gick vidare till finalen.
| Placering | Namn               | Nationalitet  | 2,08 | 2,14 | 2,19 | 2,23 | 2,26 | Resultat | Noteringar |
| --------- | ------------------ | ------------- | ---- | ---- | ---- | ---- | ---- | -------- | ---------- |
| 1         | Douwe Amels        | Nederländerna | –    | o    | o    |      |      | 2,19     | 0q0        |
| 1         | Thomas Carmoy      | Belgien       | o    | o    | o    |      |      | 2,19     | 0q0        |
| 1         | Norbert Kobielski  | Polen         | o    | o    | o    |      |      | 2,19     | 0q0        |
| 1         | Andrij Protsenko   | Ukraina       | o    | o    | o    |      |      | 2,19     | 0q0        |
| 5         | Christian Falocchi | Italien       | o    | o    | xxo  |      |      | 2,19     | 0q0        |
| 5         | Marco Fassinotti   | Italien       | o    | o    | xxo  |      |      | 2,19     | 0q0        |
| 5         | Loïc Gasch         | Schweiz       | o    | o    | xxo  |      |      | 2,19     | 0q0        |
| 5         | Tobias Potye       | Tyskland      | o    | o    | xxo  |      |      | 2,19     | 0q0        |
| 9         | Péter Bakosi       | Ungern        | o    | o    | xxx  |      |      | 2,14     |            |
| 9         | Gerson Baldé       | Portugal      | o    | o    | xxx  |      |      | 2,14     |            |
| 9         | Tihomir Ivanov     | Bulgarien     | o    | o    | xxx  |      |      | 2,14     |            |
| 9         | Enes Talha Şenses  | Turkiet       | o    | o    | xxx  |      |      | 2,14     |            |
| 13        | Antonios Merlos    | Grekland      | xo   | o    | xxx  |      |      | 2,14     |            |
| 14        | Vadym Kravchuk     | Ukraina       | xo   | xo   | xxx  |      |      | 2,14     |            |
| 14        | Jonas Wagner       | Tyskland      | xo   | xo   | xxx  |      |      | 2,14     |            |
| 16        | Juozas Baikštys    | Litauen       | o    | xxo  | xxx  |      |      | 2,14     | 0SB0       |
| 17        | Stefano Sottile    | Italien       | o    | xxx  |      |      |      | 2,08     |            |

### Final
Finalen startade klockan 19:05.
| Placering | Namn               | Nationalitet  | 2,10 | 2,15 | 2,19 | 2,23 | 2,26 | 2,29 | 2,31 | 2,33 | 2,35 | Resultat | Noteringar |
| --------- | ------------------ | ------------- | ---- | ---- | ---- | ---- | ---- | ---- | ---- | ---- | ---- | -------- | ---------- |
| 1         | Douwe Amels        | Nederländerna | –    | o    | o    | xo   | xo   | xxo  | xo   | xr   |      | 2,31     | 0=NR0      |
| 2         | Andrij Protsenko   | Ukraina       | o    | o    | o    | o    | xo   | o    | xx-  | x    |      | 2,29     |            |
| 3         | Thomas Carmoy      | Belgien       | xo   | o    | o    | o    | o    | xxo  | xxx  |      |      | 2,29     | 0PB0       |
| 4         | Tobias Potye       | Tyskland      | –    | xo   | o    | xo   | o    | xx-  | x    |      |      | 2,26     |            |
| 5         | Norbert Kobielski  | Polen         | o    | o    | o    | xo   | xo   | xxx  |      |      |      | 2,26     | 0PB0       |
| 6         | Christian Falocchi | Italien       | xo   | xo   | xxo  | xxx  |      |      |      |      |      | 2,19     |            |
| 7         | Loïc Gasch         | Schweiz       | o    | xo   | xxx  |      |      |      |      |      |      | 2,15     |            |
| 8         | Marco Fassinotti   | Italien       | xo   | xxo  | xxx  |      |      |      |      |      |      | 2,15     |            |